# Distritos do Lesoto

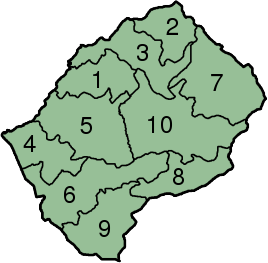
Mapa do Lesoto com os distritos destacados

O Reino do Lesoto é dividido em dez distritos, cada um chefiado por um administrador distrital. Cada distrito tem uma capital conhecida como um Camptown. Os distritos são ainda subdivididos em 80 círculos eleitorais, que consistem de 129 conselhos da comunidade local. A maioria dos distritos são nomeados após suas capitais. Hlotse, a capital do distrito Leribe também é conhecido como Leribe. Inversamente, o distrito  Berea por vezes é chamado Teyateyaneng, com base na sua capital.
| Key | District      | Capital       | Population (2006 census) | Área (km²) |
| --- | ------------- | ------------- | ------------------------ | ---------- |
| 1   | Berea         | Teyateyaneng  | 248,225                  | 2,222      |
| 2   | Butha-Buthe   | Butha-Buthe   | 109,139                  | 1,767      |
| 3   | Leribe        | Hlotse        | 296,673                  | 2,828      |
| 4   | Mafeteng      | Mafeteng      | 192,795                  | 2,119      |
| 5   | Maseru        | Maseru        | 436,399                  | 4,279      |
| 6   | Mohale's Hoek | Mohale's Hoek | 173,706                  | 3,530      |
| 7   | Mokhotlong    | Mokhotlong    | 95,332                   | 4,075      |
| 8   | Qacha's Nek   | Qacha's Nek   | 71,756                   | 2,349      |
| 9   | Quthing       | Quthing       | 119,811                  | 2,916      |
| 10  | Thaba-Tseka   | Thaba-Tseka   | 128,885                  | 4,270      |